# Ivy Taylor
Ivy Ruth Taylor (Nova York, 17 de junho de 1970) é uma política, urbanista e professora universitária norte-americana. Foi prefeita de San Antonio, uma das maiores cidades do país, entre 2014 a 2017. Natural do Brooklyn, Ivy graduou-se na Universidade Yale em 1992 e concluiu um mestrado na Universidade da Carolina do Norte em Chapel Hill.
Após terminar os estudos, mudou-se para San Antonio, onde casou-se com Rodney Taylor e teve uma filha. Trabalhou como analista e gerente de subsídios de departamentos municipais até 2004, quando tornou-se vice-presidente da Merced Housing, uma empresa de habitação a preços acessíveis. Durante seis anos, ministrou aulas na Universidade do Texas em San Antonio.
Ivy entrou para a política em 2009, quando foi eleita conselheira municipal. Com a renúncia do prefeito Julian Castro, em julho de 2014, foi indicada por seus pares para assumir interinamente a prefeitura. Em junho de 2015, foi reeleita no segundo turno de uma acirrada disputa. Ela foi a primeira prefeita negra da história da cidade, bem como a segunda mulher a ocupar o cargo. Em junho de 2017, foi derrotada no segundo turno em sua tentativa de reeleição, sendo sucedida por Ron Nirenberg.

## Início de vida, família, educação e carreira
Ivy Ruth nasceu em 17 de junho de 1970 no Brooklyn e foi criada no Queens, em Nova York. Filha de William e Patricia Jones, tem uma irmã, Vanessa Grady. Seus pais, nativos de Wilmington, Carolina do Norte, não cursaram o ensino superior e separaram-se quando ela era criança. Teve uma educação rigorosa, conforme disse posteriormente: "Minha irmã e eu não fomos autorizadas a usar calças curtas; nós não íamos ao cinema e nem ouvíamos música secular. A nossa vida girava em torno da igreja." Sua família frequentava a Igreja da Santidade Pentecostal, mas posteriormente Ivy tornou-se batista.
Quando estava no nono ano, não imaginava ir para a faculdade, pensando que em vez disso iria estudar em um programa de treinamento técnico. No entanto, acabou tentando entrar em diversas faculdades prestigiadas, escolhendo a Universidade Yale, onde formou-se com um grau de bacharel em Estudos Americanos em 1992, tornando-se a primeira pessoa de sua família a receber um diploma universitário. Enquanto estudou na Yale, fez parte da Delta Sigma Theta, uma irmandade para mulheres negras. Após a formatura, retornou para Nova York e trabalhou nas empresas Dentsu (1992-1993), Broadcast Music Incorporated (1993-1994) e Bates (1994-1996). Porém, estes empregos não a tornaram realizada, e, após ter decidido que precisava voltar a estudar, matriculou-se na Universidade da Carolina do Norte em Chapel Hill.
No verão de 1997, foi a San Antonio, no Texas, para um estágio de dez semanas na Associação de Habitação a Preços Acessíveis. Em sua temporada na cidade, conheceu o seu futuro marido, Rodney Taylor, em um culto religioso. Concluído o estágio, retornou a universidade e em 1998 completou o seu mestrado em Planejamento Urbano e Regional com especialização em habitação e desenvolvimento comunitário. No mesmo ano, mudou-se para San Antonio e passou a morar com Rodney, com quem mais tarde casou-se e teve sua única filha, chamada Morgan.
Logo após passar a residir em San Antonio, iniciou sua carreira como analista e mais tarde atuou como gerente de subsídios de departamentos relacionados à habitação e desenvolvimento comunitário da cidade. Nestas posições, trabalhou com organizações sem fins lucrativos e diversas associações de bairros. Em 2004, deixou o emprego que tinha no governo municipal para tornar-se a vice-presidente da Merced Housing Texas, uma agência privada de habitação a preços acessíveis, onde trabalhou até 2009 criando e implementando programas voltados para as crianças, saúde e educação de moradores. Entre 2006 e 2008, integrou a Comissão de Planejamento de San Antonio e atuou nos conselhos de administração da Agência de Renovação Urbana (como comissária) e da Haven for Hope. Durante seis anos também foi professora do Departamento de Administração Pública da Universidade do Texas em San Antonio.

## Conselheira Municipal

### Primeiro mandato; 2009-2011
Com o passar do tempo, Ivy desenvolveu sua base de apoio e em 2009 foi persuadida por líderes de seu bairro a concorrer ao Conselho Municipal. Em janeiro de 2009, anunciou formalmente sua decisão de concorrer ao segundo distrito do Conselho Municipal. Ela havia-se mudado para aquele distrito no verão passado. O segundo distrito possuía aproximadamente 120 mil habitantes e segundo o censo de 2010 era composto por uma maioria hispânica (54,1%), mas com presença significativa de negros (24%). Em sua campanha, defendeu a utilização das energias eólica e solar ao invés da nuclear, a redução da necessidade de uso de combustíveis fósseis, a educação para a economia de energia, o apoio a pequenas empresas, um crescimento equilibrado e o desenvolvimento humano.
Além dela, também concorreram outros quatro candidatos nas eleições de 2009. No primeiro turno em 9 de maio, Ivy recebeu 27,8% dos votos, classificando-se para o segundo turno com Byron Miller, que obteve 39,3%. Apesar da vantagem inicial, a campanha de Miller levou a sério a candidatura de Ivy. Durante o segundo turno, ela recebeu o apoio da AFL-CIO, da Associação de Vices Chefes de Polícia do Condado de Bexar e da Associação Geral dos Empreiteiros, enquanto seu adversário recebeu o endosso do terceiro colocado no primeiro turno. Em 13 de junho, Ivy derrotou Miller por 50,84% dos votos a 49,16%, resultando em uma diferença de 54 votos.
Após ser empossada no cargo, em junho de 2009, contratou Ron Wright e Joshua Bailey, dois de seus opositores na eleição passada, como assessor e consultor político, respectivamente. No entanto, Wright acabou deixando o emprego um mês após ser contratado, descrevendo a conselheira como "uma decepção", enquanto Bailey, embora tenha considerado como uma experiência positiva, demitiu-se dois meses depois.
Quando assumiu o mandato, passou a focar no desenvolvimento e revitalização da zona leste da cidade, que compreendia o seu distrito. Em janeiro de 2014, o presidente Barack Obama havia anunciado que a região seria uma das cinco áreas do país que passaria a ser considerada uma "zona promissora," abrindo caminho para recursos do governo federal. Em agosto daquele ano, a zona leste recebeu US$ 500 milhões em verbas federais.
Em setembro de 2009, se opôs a um projeto que transformaria um convento em uma casa de recuperação para condenados. Os moradores do segundo distrito, que acreditavam que a casa de recuperação ficaria muito próxima de suas residências, ficaram furiosos com o projeto e solicitaram que Ivy votasse contra. Ela acabou opondo-se a proposta e pediu que os seus colegas conselheiros fizessem o mesmo, mas o Conselho acabou aprovando o projeto, que contava com o apoio do prefeito, por 9-2. O caso tornou-se controverso, e Ivy foi alvo de críticas dos moradores pelo que eles viram como falta de comunicação e empenho em barrar o projeto.

### Segundo mandato; 2011-2013
Nas eleições de 2011, concorreu à reeleição. Ivy foi inicialmente desafiada por outros dois candidatos, Darrell Boyce e Curtis Wayne Hartfield, mas este último acabou desistindo. Estas foram as primeiras eleições em que ela buscou o endosso do Partido Democrata do Condado de Bexar, que acabou apoiando seu adversário, uma vez que suas opiniões foram mais bem recebidas. Sem fundos de campanha e com clara desvantagem, Boyce acabou sendo derrotado por Ivy, que conquistou 85,3% dos votos.
Em maio de 2011, votou contra um projeto de lei que visava mudar o nome da rua Durango Boulevard para Cesar Chavez, um falecido ativista dos direitos civis e líder sindicalista. Ivy teceu elogios a Chavez e seu legado, destacando que votou contra o projeto pelos custos que as mudanças nas placas de rua causaria. A propositura também atraiu outros opositores, que, como Ivy, questionavam os custos da alteração, além de defenderem que Durango Boulevard era um nome histórico. O Conselho Municipal acabou aprovando o projeto, que contou com o apoio de todos os sete conselheiros hispânicos, enquanto os outros quatro não hispânicos votaram contra.
Em 2012, apoiou e liderou no Conselho Municipal os esforços para aprovar um pacote de incentivos de US$ 800 000,00 para a Alamo Beer Company. Incluída no Registro Nacional de Lugares Históricos naquele ano, a Hays Street Bridge havia sido o lugar escolhido pela Alamo Beer Company para a construção de uma cervejaria. Alvo de protestos de pessoas favoráveis e contrárias, o projeto recebeu a aprovação unânime dos conselheiros no início de agosto de 2012. Na opinião de Ivy, a construção da cervejaria resultaria em um maior desenvolvimento da zona leste, assim como familiarizaria mais pessoas com a região.

### Terceiro mandato; 2013-2014
Em 2013, quando concorreu para o cargo pela última vez, teve a oposição de três candidatos, que afirmaram que Ivy estava desligada da comunidade, algo que contestou. Além disso, eles também afirmaram que a conselheira não respondeu as necessidades de seus eleitores. No final de abril, recebeu o apoio do San Antonio Express-News, que a considerou "inquestionavelmente a melhor candidata", acrescentando que os eleitores do segundo distrito estariam cometendo um "grande erro" se não a reelegessem. Em 11 de maio, Ivy foi reeleita com 62,7% dos votos, contra 23,2% de Norris Tyrone Darden, seu adversário mais próximo.
No início de setembro de 2013, votou contra um projeto de lei de não-discriminação de homossexuais, que acabou sendo aprovado. A lei passou a proibir que empresas e funcionários públicos no exercício de suas funções discriminassem homossexuais, além de outras medidas. Para justificar o seu voto, declarou que havia outros temas que mereciam maior atenção, que debater o projeto seria uma perda de tempo e afirmou que votou com a sua consciência. Quando foi criticada, declarou: "Eu não vou sacrificar meus valores e crenças para obter ganhos políticos. E se esta era uma expectativa para mim como uma mulher negra, você tem a irmã errada neste assento."
Em julho de 2014, o San Antonio Express-News descreveu que Ivy havia sido uma conselheira "diligente, mas na maioria das vezes quieta". Em seus cinco anos no Conselho Municipal, advogou por baixos impostos, um governo inteligente e o desenvolvimento econômico, e foi decididamente conservadora em muitas questões.

## Prefeita de San Antonio

### Nomeação e mandato remanescente

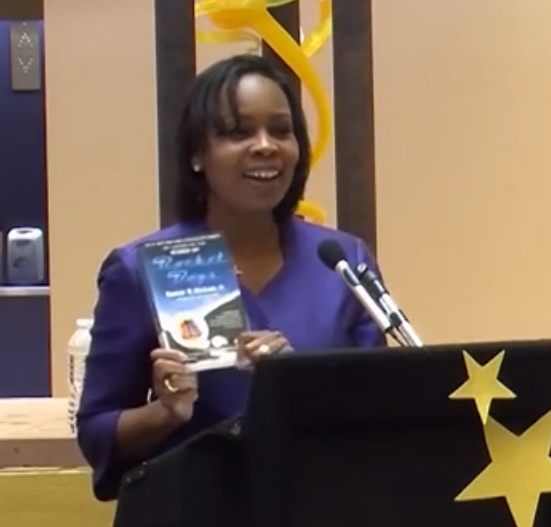
A prefeita Ivy Taylor durante discurso em outubro de 2014.

Em maio de 2014, o prefeito Julian Castro foi nomeado para um cargo no governo Obama. Antes mesmo da eleição especial, que foi realizada pelo Conselho da cidade para eleger o prefeito interino, Ivy era vista como favorita para suceder Castro. No primeiro escrutínio da votação, ocorrido em 22 de julho, recebeu quatro votos contra dois votos de Ray Lopez, enquanto os conselheiros Shirley Gonzales e Ron Nirenberg não receberam nenhum voto. No segundo escrutínio, cinco conselheiros votaram em Ivy e três em Lopez; de acordo com a constituição municipal, eram necessários seis votos para a eleição de um prefeito interino. Após esta votação, Lopez retirou-se da disputa e Ivy foi eleita com nove votos em uma votação subsequente. Em seguida, Castro renunciou ao cargo e ela foi empossada prefeita no mesmo dia. Ivy tornou-se a primeira prefeita negra da cidade e a segunda mulher a ocupar o cargo.
No início de agosto de 2014, anunciou que a cidade estava dando uma "pausa" no projeto do sistema de bondes para o centro. Orçado em US$ 280 milhões, o projeto tinha oposição de muitos conservadores fiscais, mas havia sido anunciado por seu antecessor.
Em fevereiro de 2015, Ivy defendeu a permanência das empresas Uber e Lyft na cidade. Também apoiou as regulamentações aprovadas pelo Conselho Municipal no ano anterior, que incluiu inspeções veiculares e verificações de antepassados dos motoristas, o que levou as duas empresas a suspenderem suas atividades. Em agosto, o Lyft voltou a operar, após chegar a um acordo em que deixou de ser necessário pedir as impressões digitais dos motoristas, e o Uber e o governo municipal chegaram a um acordo logo depois.

### Eleição municipal em 2015
Embora afirmou inicialmente que não concorreria à reeleição em 2015, anunciou sua candidatura em 16 de fevereiro, faltando poucos dias para o fim do prazo de registro de candidaturas. Ela havia ganho a eleição indireta de 2014 em parte por seu compromisso de não ser candidata em 2015. Para justificar sua decisão, declarou: "Eu não sou uma política de carreira. Eu tenho muito a oferecer a San Antonio." Os principais adversários de Ivy foram a senadora estadual Leticia Van de Putte e o representante estadual Mike Villarreal, ambos democratas. Com o apoio de eleitores republicanos, Ivy beneficiou-se da divisão de votos entre os democratas. Em 9 de maio, obteve 28,4% dos votos, superando Villarreal em pouco mais de 2%. Como nenhum candidato atingiu uma maioria absoluta, um segundo turno foi convocado entre Ivy e Van de Putte, que ficou com 30,4%. Os resultados desta fase mostraram uma cidade dividida entre as zonas norte e leste, onde Ivy recebeu o apoio de muitos conservadores, e as sul e oeste, redutos democratas que deram vitória a Van de Putte; Villarreal obteve forte apoio na região central.
Com campanha publicitária bem financiada, Van de Putte possuía o apoio da elite política da cidade e sua vitória chegou a ser vista como inevitável. Van de Putte procurou atrair o apoio da classe trabalhadora e enfatizou as ideias defendidas pelos democratas, como o aumento do salário mínimo. Por ser abertamente cristã, Ivy conseguiu maior apoio entre os eleitores mais conservadores e religiosos – brancos e negros, protestantes e católicos –, uma poderosa ala do Partido Republicano, e eleitores mais velhos. Ela salientou os laços de sua adversária com o Partido Democrata, o que inclui um discurso na Convenção do partido em 2008 em apoio a Obama, que se mantinha impopular no estado. Enquanto Villarreal não declarou apoio formal a nenhuma candidata no segundo turno, Tommy Adkisson endossou Ivy.
Em um segundo turno classificado pelo San Antonio Express-News como "uma das eleições locais mais mordazes que esta cidade tem testemunhado", Ivy venceu sua oponente por 51,70% (50 662 votos) a 48,30% (47 331 votos). A participação no segundo turno foi de 14,5% dos eleitores registrados. Sua vitória foi creditada a uma coalização formada por democratas de seu antigo distrito no Conselho Municipal e republicanos da zona norte, além de conservadores que aplaudiram o seu voto contrário ao projeto de não-discriminação LGBT. Considerada uma cidade amplamente democrata, a vitória de Ivy surpreendeu muitas pessoas, e, apesar das eleições municipais serem apartidárias, sua reeleição também animou o campo republicano.

### Primeiro mandato

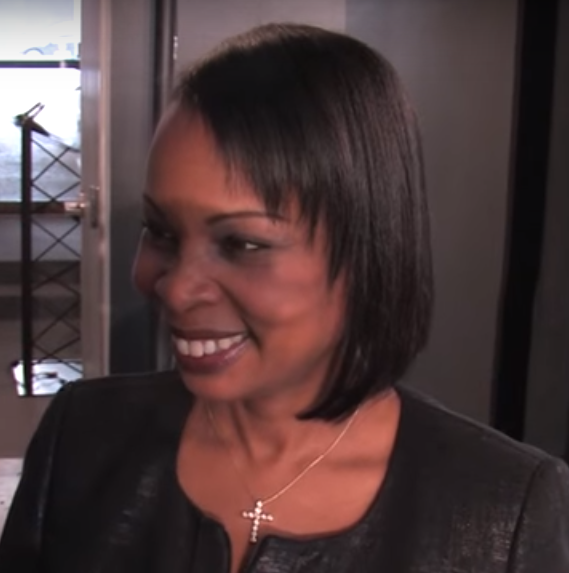
Ivy em agosto de 2015.

Iyy foi empossada em 24 de junho de 2015 em uma cerimônia no Conselho da Cidade para um mandato de dois anos. Em um discurso de posse que durou quinze minutos, Ivy enfatizou a necessidade da cidade estar unida e pediu maior engajamento dos eleitores nos processos eleitorais. Logo após sua vitória na eleição municipal, parou de dar aulas na Universidade do Texas. Com a aprovação dos eleitores em 2015, seu salário foi aumentado, passando de US$ 4 mil para US$ 61,7 mil anuais.
Entre as iniciativas empreendidas em seu primeiro mandato completo como prefeita, Ivy assinou um acordo de amizade com Windhoek e recebeu o presidente namíbio Hage Geingob para uma rara visita oficial de dois dias; advogou pelo SA Tomorrow Master Plan, um plano aprovado pelo Conselho Municipal que visava gerenciar o crescimento populacional e desenvolvimento municipal nas próximas duas décadas; anunciou a chegada do Google Fiber; propôs desacelerar os planos de anexações de comunidades não-incorporadas do Condado de Bexar, alegando preocupações relacionadas ao planejamento municipal; e conseguiu um novo acordo de contrato com o Sindicato de Policiais de San Antonio após anos de amargas negociações.
Desde janeiro de 2010, seu marido, Rodney, havia recebido subsídios da Autoridade de Habitação de San Antonio. O casal era proibido de receber tais recursos uma vez que a prefeita possuía controle direto sobre a SAHA. Em janeiro de 2016, o Conselho Municipal aprovou uma portaria que deu a Ivy a imunidade em relação a quaisquer de suas ações que possam ter violado o código de ética da cidade; a maioria dos conselheiros entendeu que a prefeita transcorreu em violações técnicas, mas que não tinha a intenção de violar o código.

### Eleição municipal em 2017
Em setembro de 2016, Ivy recebeu o apoio de sua antiga rival Van de Putte, uma aliança que foi descrita pela imprensa local como "embaraçosa" e "improvável." Em novembro, anunciou sua candidatura à reeleição para um segundo mandato durante um evento, onde também obteve o endosso dos republicanos Joe Krier, conselheiro municipal, e Hope Andrade, ex-secretária de Estado do Texas. Seus principais oponentes foram Ron Nirenberg, membro do Conselho Municipal, e Manuel Medina, presidente do Partido Democrata do Condado de Bexar. Uma semana antes do primeiro turno, em abril de 2016, Ivy causou controvérsia ao declarar que a falta de fé causava pobreza, uma declaração que foi noticiada pela revista Time. Ela esclareceu que sua "intenção não era culpar as pessoas por serem pobres", mas apresentar uma perspectiva pessoal sobre o assunto. Em 7 de maio, Ivy e Nirenberg classificaram-se para o segundo turno, após obterem 42% e 37% dos votos, respectivamente.
Ivy adotou então uma estratégia mais agressiva, também descrita como "divisiva", em que atacou Nirenberg por ter posições políticas liberais. Embora oficialmente apartidária, a campanha tornou-se partidária, com Nirenberg conseguindo o apoio de importantes democratas, como Julián Castro e seu irmão, o congressista Joaquín Castro. Ela buscou usar o histórico de votação de seu oponente no Conselho, onde muitas vezes foi minoria, como uma prova de sua inabilidade política. Eles discordaram em questões centrais, tais como o acordo com o sindicato de policiais, o qual Nirenberg votou contra enquanto Ivy recebeu o apoio formal do sindicato, e a lei das cidades santuárias, que daria aos policiais a prerrogativa de questionaram o status imigratório de qualquer cidadão, a qual a cidade formalmente desafiou nos tribunais apesar das objeções da prefeita. Em 10 de junho, Nirenberg foi eleito com 54,59 por cento dos votos. Sua derrota foi descrita como "impressionante" e, apesar de não ser algo inédito, era um acontecimento raro em San Antonio. Um dia antes de deixar o cargo, em 21 de junho, o Rivard Report pontuou:
"Ivy Taylor sempre terá seu lugar nos livros de história como a primeira mulher afro-americana a atuar como prefeita de San Antonio e de qualquer cidade dos EUA com mais de um milhão de pessoas. [...] Taylor tem habilidades, experiência e devoção ao serviço público para se reagrupar e encontrar novas maneiras de desempenhar um papel significativo na vida desta cidade. [...] O que explica uma vitória tão significativa e imprevista [de Nirenberg] será objeto de debate em ambos os campos por algum tempo. [...] Taylor nunca gostou de fazer campanha. Ela valoriza seu tempo particular com o marido Rodney e a filha Morgan, em contraste com tantas figuras políticas que alimentam a vida pública do sol para o pôr-do-sol e além. Foi refrescante ter uma prefeita que ia para casa para jantar com sua família."

## Atividades subsequentes
Em 2018, Ivy foi contratada pela J.L. Powers & Associate para exercer atividades de consultoria, iniciou um doutorado em Gestão de Ensino Superior na Universidade da Pensilvânia e foi escolhida para o conselho de administração da Universidade Huston–Tillotson, localizada em Austin.

## Posições políticas
Embora se considere uma política independente, Ivy é registrada como membro do Partido Democrata e descreveu-se como "fiscalmente e socialmente conservadora". Ao longo de sua campanha de 2015, evitou responder perguntas relacionadas a sua filiação partidária. Nas eleições presidenciais de 2008 e 2012, contribuiu com US$ 1 000,00 para as campanhas do democrata Barack Obama. Em outubro de 2015, participou de uma reunião da campanha presidencial da também democrata Hillary Clinton, que posteriormente publicou uma lista de endossos incluindo a prefeita. Um comunicado divulgado por seu porta-voz afirmou que ela não endossou Hillary. Além disso, afirmou que Ivy também havia se reunido com a candidata republicana Carly Fiorina, e, como o seu cargo é apartidário, ela não tinha a intenção de declarar apoio a nenhum candidato à presidência. No entanto, segundo um assessor de Hillary, Ivy expressou seu apoio a candidata, bem como prometeu ajudar em sua campanha.
O senador republicano John Cornyn a acompanhou na parada do Dia de Martin Luther King de 2016, e pediu-lhe para juntar-se ao GOP e considerar posteriormente uma candidatura a governadora. Fontes próximas a prefeita disseram que ela ignorou as sugestões de filiar-se ao Partido Republicano, bem como nunca comentou sobre concorrer a um cargo a nível estadual. Para o presidente do Partido Republicano do Condado de Bexar, Robert Stovall, "ela com certeza soa como uma republicana".
No contexto da crise migratória na Europa, afirmou em novembro de 2015 que os imigrantes sírios seriam bem-vindos em San Antonio. O comentário em apoio aos imigrantes sírios foi feito poucos dias após o governador republicano Greg Abbott afirmar que o Texas não os aceitaria. Embora reconheceu que os governos municipais não possuem jurisdição sobre o tema, expressou apoio aos imigrantes: "como cristã, meu coração dói ao ver o sofrimento dos refugiados sírios [...]" e "[...] eu me esforço para criar uma comunidade que esteja aberta e que acolha os necessitados". Após a promulgação da Ordem Executiva 13769 pelo presidente Donald Trump, em janeiro de 2017, divulgou um comunicado no qual afirmou se opor a "políticas discriminatórias que infringem nossos direitos", além de defender a liberdade religiosa.